# Betagi
Betagi è un sottodistretto (upazila) del Bangladesh situato nel distretto di Barguna, divisione di Barisal. Si estende su una superficie di 167,75 km² e conta una popolazione di 110.926 abitanti (dato censimento 1991).